# Zwölf Artikel

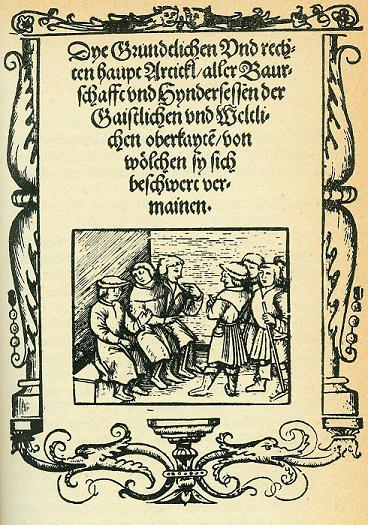
Die zwölf Artikel. Titelblatt

Die Zwölf Artikel (auch: Zwölf Artikel der Bauernschaft, Zwölf Artikel der Bauernschaft in Schwaben oder 12 Artikel der Bauernschaft) gehören zu den Forderungen, welche die Bauern im Deutschen Bauernkrieg 1525 in Memmingen gegenüber dem Schwäbischen Bund erhoben. Sie gelten nach der Magna Carta von 1215 als eine der ersten niedergeschriebenen Forderungen nach Menschen- und Freiheitsrechten in Europa. Die zu den Zwölf Artikeln führenden Versammlungen werden als „eine Art verfassunggebende Versammlung“ bezeichnet, „die, wenn auch nur in Grundzügen, die politische Macht bestimmten Institutionen zuschrieb“.
Die Zwölf Artikel waren zudem ein mediengeschichtliches Ereignis, weil sie dank des Buchdrucks rasch und preisgünstig vervielfältigt werden konnten und sich weit verbreiteten. Fast alle Aufständischen bezogen sich auf diese Flugschrift.

## Geschehnisse

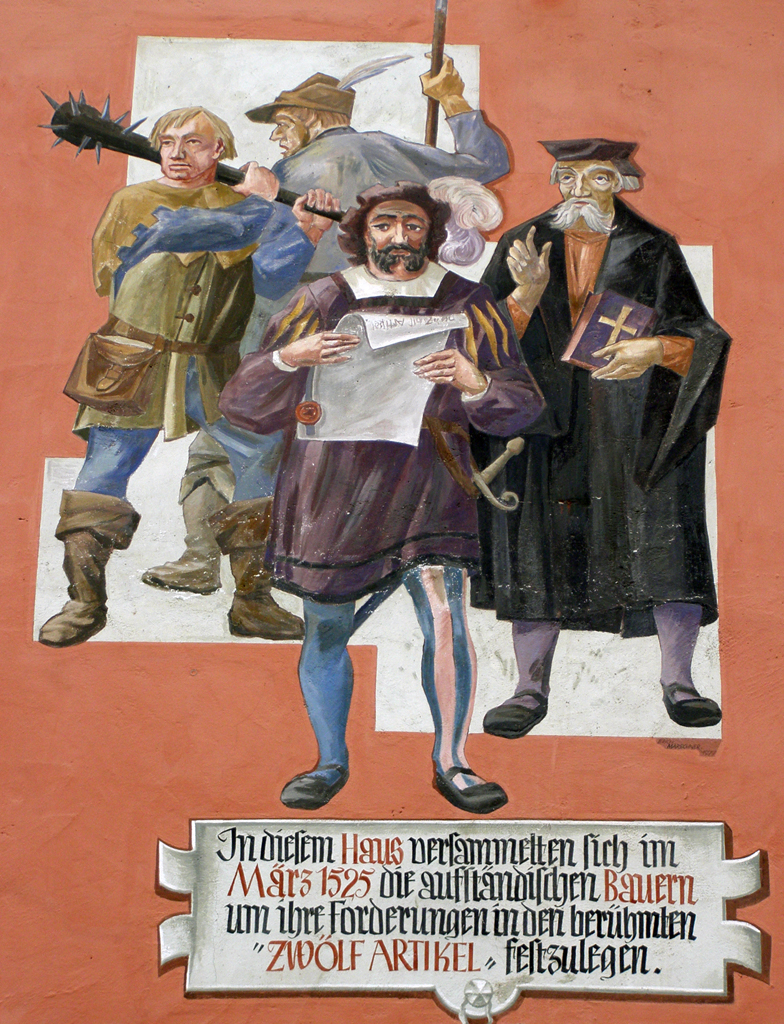
Memmingen – Schild am Gebäude der Kramerzunft

Am 6. März 1525 trafen sich in Memmingen etwa 50 Vertreter der oberschwäbischen Bauerngruppen (des Baltringer Haufens, des Allgäuer Haufens und des Seehaufens), um sich über das gemeinsame Auftreten gegenüber dem Schwäbischen Bund zu beraten. Die Beratungen fanden im Gebäude der Kramerzunft statt, das als zentraler Versammlungsort eine wichtige Rolle bei der Entstehung der Zwölf Artikel spielte. Nach schwierigen Verhandlungen verkündeten sie einen Tag später die Christliche Vereinigung der Bauern, auch als oberschwäbische Eidgenossenschaft bezeichnet, deren Bundesordnung am 7. März verabschiedet wurde. Am 15. und am 20. März 1525 trafen sich die Bauern wieder in Memmingen und verabschiedeten nach weiteren Beratungen die Zwölf Artikel.
Diese beiden sind die einzigen der vielen Programme des Bauernkrieges, die gedruckt wurden. Besonders die Zwölf Artikel wurden innerhalb der nächsten zwei Monate mit einer für die damalige Zeit ungeheuren Auflage von insgesamt 25.000 Exemplaren gedruckt und verbreiteten sich im Gebiet des Heiligen Römischen Reiches. Da die beiden Texte im Laufe des Bauernkrieges nicht weiter entwickelt wurden, spricht der Historiker Peter Blickle von einer „verfassunggebenden Bauernversammlung“ in Memmingen.

## Die Zwölf Artikel

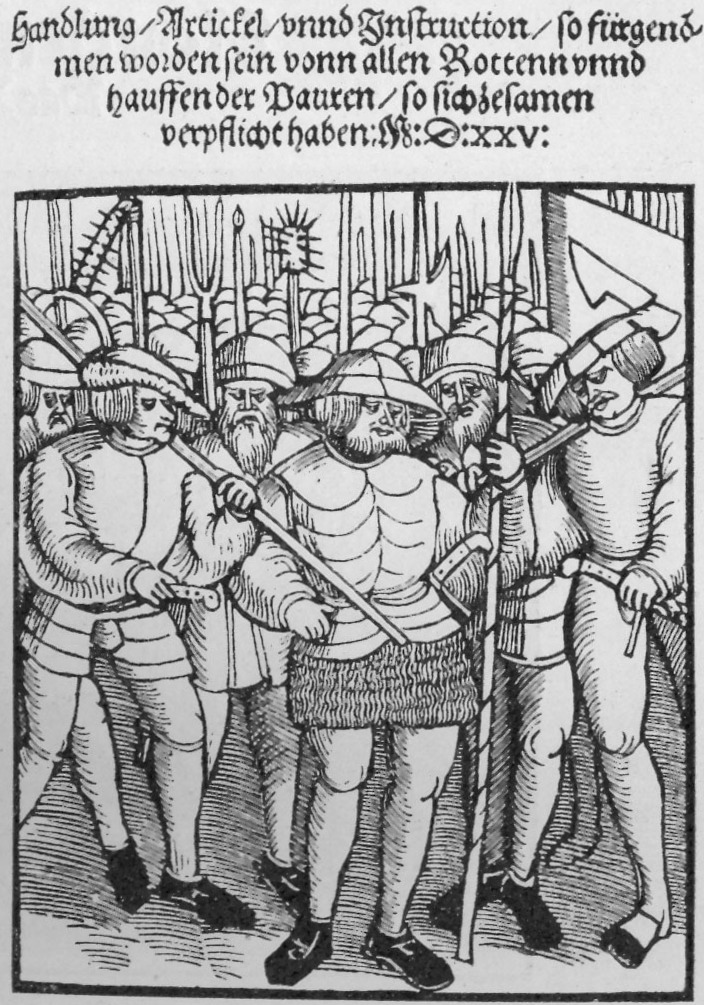
Flugschrift der Zwölf Artikel von 1525

Eine der Originalurkunden der Zwölf Artikel wird im Stadtarchiv Memmingen verwahrt. Nachfolgend eine grobe Übertragung des Texts der Zwölf Artikel in heutiges Deutsch:
1. Jede Gemeinde soll das Recht haben, ihren Pfarrer zu wählen und ihn zu entsetzen (abzusetzen), wenn er sich ungebührlich verhält. Der Pfarrer soll das Evangelium lauter und klar ohne allen menschlichen Zusatz predigen, da in der Schrift steht, dass wir allein durch den wahren Glauben zu Gott kommen können.
2. Von dem großen Zehnten sollen die Pfarrer besoldet werden. Ein etwaiger Überschuss soll für die Dorfarmut und die Entrichtung der Kriegssteuer verwandt werden. Der kleine Zehnt soll abgetan (aufgegeben) werden, da er von Menschen erdacht (und nicht biblisch begründet) ist, denn Gott der Herr hat das Vieh dem Menschen frei erschaffen.[7]
3. Ist der Brauch bisher gewesen, dass man uns für Eigenleute (Leibeigene) gehalten hat, welches zu erbarmen ist, angesehen, dass uns Christus alle mit seinen kostbarlichen Blutvergießen erlöst und erkauft hat, den Hirten gleich wie den Höchsten, keinen ausgenommen. Darum ergibt sich aus der Schrift, dass wir frei sind und sein wollen.
4. Ist es unbrüderlich und dem Wort Gottes nicht gemäß, dass der arme Mann nicht Gewalt hat, Wildbret, Geflügel und Fische zu fangen. Denn als Gott der Herr den Menschen erschuf, hat er ihm Gewalt über alle Tiere, den Vogel in der Luft und den Fisch im Wasser gegeben.
5. Haben sich die Herrschaften die Hölzer (Wälder) alleine angeeignet. Wenn der arme Mann etwas bedarf, muss er es für das doppelte Geld kaufen. Es sollen daher alle Hölzer, die nicht erkauft sind (gemeint sind ehemalige Gemeindewälder, die sich viele Herrscher angeeignet hatten), der Gemeinde wieder heimfallen (zurückgegeben werden), damit jeder seinen Bedarf an Bau- und Brennholz daraus decken kann.
6. Soll man der Dienste (Frondienste) wegen, welche von Tag zu Tag vermehrt werden und täglich zunehmen, ein Einsehen haben und uns nicht so sehr belasten, so, wie unsere Eltern gedient haben, allein nach Laut des Wortes Gottes.
7. Soll die Herrschaft den Bauern die Dienste nicht über das bei der Verleihung festgesetzte Maß hinaus erhöhen. (Eine Anhebung der Fron ohne Vereinbarung war durchaus üblich.)
8. Können viele Güter die Pachtabgabe nicht ertragen. Ehrbare Leute sollen diese Güter besichtigen und die Gült nach Billigkeit neu festsetzen, damit der Bauer seine Arbeit nicht umsonst tue, denn ein jeglicher Tagwerker ist seines Lohnes würdig.
9. Werden der großen Frevel (Gerichtsbußen) wegen stets neue Satzungen gemacht. Man straft nicht nach Gestalt der Sache, sondern nach Belieben (Erhöhungen von Strafen und Willkür bei der Verurteilung waren üblich). Ist unsere Meinung, uns bei alter geschriebener Strafe zu strafen, wonach die Sache gehandelt ist, und nicht nach Gunst.
10. Haben etliche sich Wiesen und Äcker, die einer Gemeinde zugehören (Gemeindeland, das ursprünglich allen Mitgliedern zur Verfügung stand), angeeignet. Die wollen wir wieder zu unseren gemeinen Händen nehmen.
11. Soll der Todfall (eine Art Erbschaftssteuer) ganz und gar abgeschafft werden, und nimmermehr sollen Witwen und Waisen so schändlich wider Gott und Ehre beraubt werden.
12. Ist unser Beschluss und endliche Meinung, wenn einer oder mehr der hier gestellten Artikel dem Worte Gottes nicht gemäß wären …, von denen wollen wir abstehen, wenn man es uns auf Grund der Schrift erklärt. Wenn man uns schon etliche Artikel jetzt zuließe und es befände sich hernach, dass sie Unrecht wären, so sollen sie von Stund an tot und ab sein. Desgleichen wollen wir uns aber auch vorbehalten haben, wenn man in der Schrift noch mehr Artikel fände, die wider Gott und eine Beschwernis des Nächsten wären.

## Die Bundesordnung
Auch die Bundesordnung erreichte hohe Auflagen und war wohl vor allem deshalb bei den Bauern populär, weil sie ein Modell für eine kommunale, föderative Gesellschaftsordnung bot. Im Schwarzwald, im Elsass und in Franken lassen sich Bauernschaften nachweisen, die danach organisiert waren.
Die Bundesordnung enthielt sowohl ein rudimentäres politisches Ordnungsmodell (Regelung von Schulden, dörfliche Selbstverwaltung, Landfrieden, Stellung zu Burgen, Klöstern und Obrigkeiten) als auch Regelungen für die Beziehungen zwischen den Haufen. Sie nimmt Bezug auf das Konzept des göttlichen Rechts und gibt eine Liste von Theologen, die aus Sicht der Vereinigung zu dessen Auslegung berechtigt sind (unter anderem Luther und Zwingli). Der Bauernkriegs-Historiker Peter Blickle bezeichnet sie als „vagen Versuch eines Verfassungsentwurfs“.

## Ursprung der Zwölf Artikel
Auf welche Person die Zwölf Artikel zurückgehen, ist umstritten. Manche Quellen weisen sie dem Bauernkanzler Wendel Hipler zu. In der Regel rechnet man sie aber dem Memminger Sebastian Lotzer zu, der möglicherweise zusammen mit dem Reformator Christoph Schappeler schon bestehende Texte erweitert hat. Auch Johann Hüglin wurde als Helfer beim Verfassen der Artikel in Betracht gezogen. Zumindest gehörte seine angebliche Mithilfe zu den Anklagepunkten bei seinem Inquisitionsprozess, in dessen Folge er verbrannt wurde.
Am 16. Februar 1525 begehrten etwa 25 zu Memmingen gehörige Dörfer auf und forderten angesichts ihrer wirtschaftlichen Lage und der allgemeinen politischen Situation beim Rat der Stadt deutliche Verbesserungen. Die Beschwerden wurden in den Memminger Artikeln zusammengefasst. Sie berührten die Leibherrschaft, die Grundherrschaft, Nutzungsrechte am Wald und der Allmende sowie kirchliche Forderungen. Die Bauern wollten Reformen auf breiter Front. Die Stadt ließ einen Ausschuss der Dörfler bilden und rechnete mit einem langen Katalog an spezifischen Forderungen. Sehr unerwartet gaben die Bauern aber eine einheitliche grundsätzliche Erklärung ab, die aus zwölf Artikeln bestand. Viele dieser Forderungen konnten im Rat in der Folge nicht durchgesetzt werden, aber es kann davon ausgegangen werden, dass die Artikel der Memminger Landschaft die Diskussionsgrundlage für die Zwölf Artikel der Oberschwäbischen Eidgenossenschaft vom 20. März 1525 waren. Der Seehaufen formulierte am 11. März mit den Rappertsweiler Artikeln im Vorfeld ebenfalls eigene Forderungen, die sich teilweise von den späteren Zwölf Artikeln unterschieden.
Es ist gut möglich, dass auch die Forderungen von Joß Fritz, die dieser bei der Bundschuh-Verschwörung 1513 erhoben hatte, die Artikel der Memminger Landschaft und dadurch wiederum die Zwölf Artikel selbst beeinflusst haben.

## Luther und die Zwölf Artikel
Die Bauern trugen schwer unter den vielen ihnen auferlegten Lasten und sahen in den Standpunkten Luthers und der Reformation die Bestätigung, dass die meisten davon nach Gottes Willen nicht vorgesehen waren.
Luther aber war nicht erbaut über die Aufstände der Bauern und deren Berufung auf ihn. Möglicherweise sah er darin schädliche Folgen für die Sache der Reformation. Er wandte sich an die Bauernschaft und ermahnte sie zum Frieden. Auch an die Herren schrieb er:

„Sie haben zwölf Artikel aufgestellt, unter denen einige so gerecht sind, daß sie euch vor Gott und der Welt zur Schande gereichen. Doch sie sind fast alle auf ihren Nutzen und ihnen zugut abgestellt und nicht aufs beste ausgearbeitet. […] Nun ist’s ja auf die Dauer unerträglich, die Leute so zu besteuern und zu schinden.“

Im Mai 1525 erschien Luthers Schrift Wider die mörderischen und räuberischen Rotten der Bauern, in der er sich auf die Seite der Obrigkeit schlug und diese zur Vernichtung der Bauern aus Sorge um die gottgefügte Ordnung aufrief. Konkreter Anlass hierfür war die Weinsberger Bluttat, bei der die Bauern unter Jäcklein Rohrbach nach der Erstürmung von Stadt und Burg Weinsberg den Obervogt Graf Ludwig V. von Helfenstein-Wiesensteig mit seinen Gefolgsleuten getötet hatten.

## Melanchthon und die Zwölf Artikel
Auf Bitten des Kurfürsten Ludwig V. von der Pfalz verfasste Philipp Melanchthon ein Gutachten, das Ende August/Anfang September 1525 unter dem Titel 'Eyn schrifft Philippi Melanchthon widder die artikel der Bawrschafft' erschien.
Weil sich die Bauern mit ihren Forderungen auf das Evangelium berufen, argumentiert Melanchthon in dieser Schrift ebenfalls mit dem Evangelium: Das Evangelium verlange Gehorsam gegenüber der Obrigkeit, verbiete Aufruhr und fordere auch, dass man Unrecht dulde; mit ihrem Aufruhr gegen die von Gott eingesetzte Obrigkeit handelten die Bauern gegen Gott und seine Gebote. Andererseits ruft er auch die Fürsten zu Verhandlungen und Zugeständnissen auf. Wenn dann einige die guten Absichten der Fürsten nicht annehmen, sondern mit ihren Ungerechtigkeiten fortfahren würden, sollten die Fürsten ihre Macht einsetzen und die Aufrührer bestrafen. In einem Anhang der Schrift, der erst nach der Niederschlagung des Aufstandes entstanden ist, appelliert Melanchthon nochmals eindringlich an die Fürsten, maßvoll und gnädig mit ihren Untertanen zu verfahren und sich für Frieden und Ruhe einzusetzen.

## Fortwirkungen
Es sind etwa 25.000 gedruckte, zeitgenössische Exemplare der Zwölf Artikel bekannt. Im 16. Jahrhundert war dies eine enorm hohe Auflage, die dafür spricht, dass der Text und seine Ideen weit verbreitet waren. So gab es auch eine Übersetzung ins Englische, und die in den Forderungen niedergelegten Grundgedanken scheinen wesentlich länger überdauert zu haben als ihre führenden Vertreter und Kämpfer.
Ein Vergleich mit der Amerikanischen Unabhängigkeitserklärung von 1776 liefert einige Entsprechungen in den Motiven und der Umsetzung im Text. Auch in den Ergebnissen der Französischen Revolution ab 1789 lassen sich Parallelen finden.
In den folgenden drei Jahrhunderten der Frühen Neuzeit begehrten die Bauern kaum noch gewaltsam auf. Das war auch darauf zurückzuführen, dass im Reich ein funktionierender, gerichtlicher Instanzenweg geschaffen wurde, der Untertanenprozesse vor dem Reichskammergericht oder dem Reichshofrat vorsah. Die Möglichkeit, Missstände auf dem Rechtsweg abzustellen, machte gewaltsame Lösungen unattraktiv. Einige der in den Zwölf Artikeln von 1525 genannten Ziele konnten allerdings erst mit in Revolution von 1848/49 durchgesetzt werden.

## Trivia
Die Entstehung der zwölf Artikel wird im 592. Mosaik mit den Abrafaxen "Unruhige Zeiten" im April 2025 kindgerecht thematisiert und im Comic dargestellt.